# Высокорёво
Высокорёво — деревня в Шатурском муниципальном районе Московской области, в составе сельского поселения Пышлицкое. Расположена в юго-восточной части Московской области в 3 км к западу от озера Дубового. Входит в культурно-историческую местность Ялмать. Деревня известна с 1620 года.
Население — 27 чел. (2013).

## Название
В письменных источниках деревня упоминается как Вискарева, Воскарева, Выскорево и Высокорево.
Название, вероятно, происходит от термина выскорь — «буреломное дерево, бурелом; выкорчеванный бурей лес», таким образом, если деревня была построена на выскоре, то её могли назвать по месту постройки. Также существует предположение о происхождении названия от словосочетания Высокий корь, где корь может означать «молодой лесок, кустарник, сухое место в лесу» или «межевой знак, граница».

## Физико-географическая характеристика

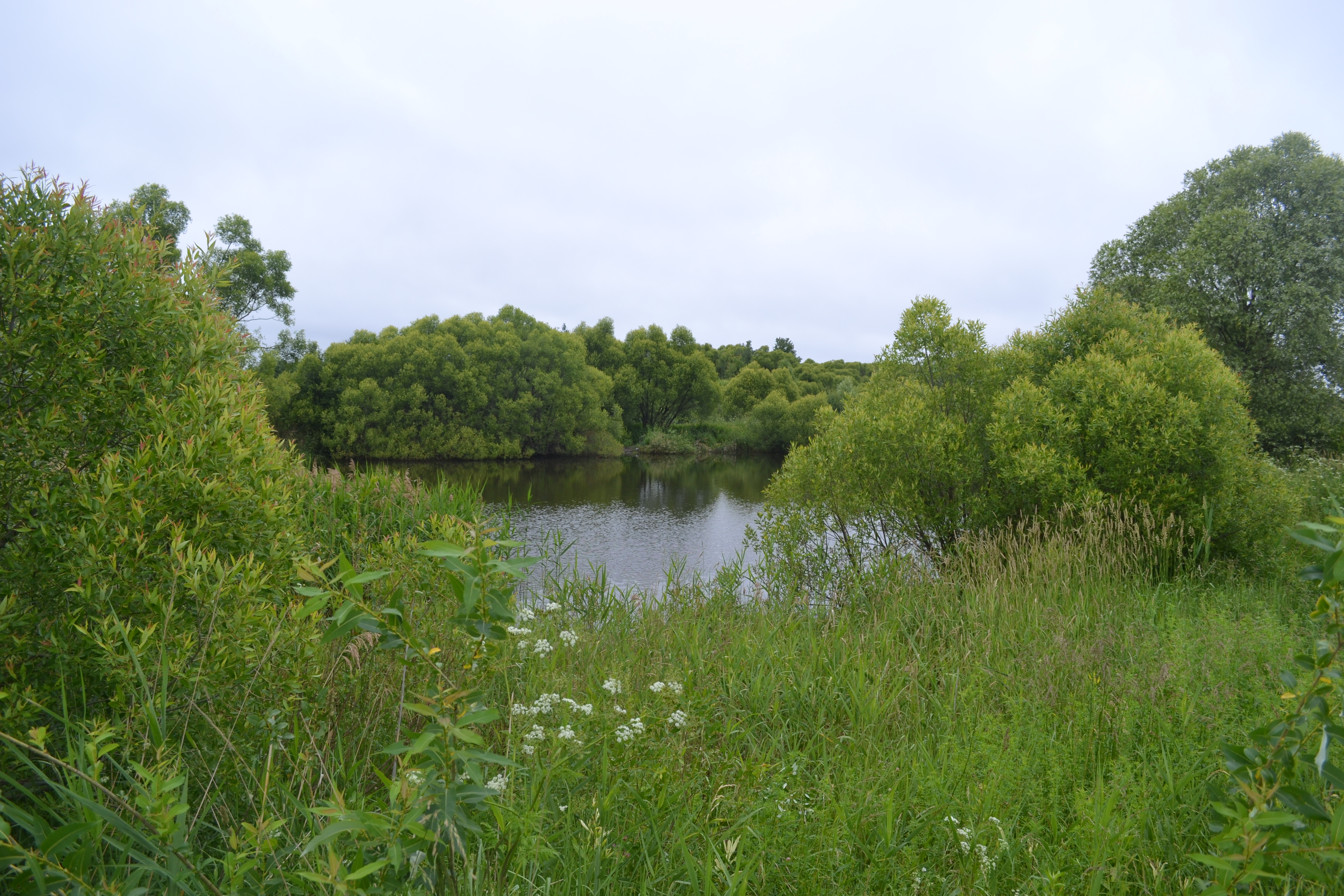
Пруд в деревне Высокорёво

Деревня расположена в пределах Мещёрской низменности, относящейся к Восточно-Европейской равнине, на высоте 124 метра над уровнем моря. Рельеф местности равнинный. Со всех сторон деревня, как и большинство соседних селений, окружена полями. К югу от Высокорёво вплоть до деревни Воропино протянулось поле Барская нива В 3 км к востоку от деревни расположено озеро Дубовое.
По автомобильной дороге расстояние до МКАД составляет около 168 км, до районного центра, города Шатуры, — 63 км, до ближайшего города Спас-Клепики Рязанской области — 24 км, до границы с Рязанской областью — 8 км. Ближайший населённый пункт — деревня Высоково, расположенная в 500 м к северу от Высокорёво.
Деревня находится в зоне умеренно континентального климата с относительно холодной зимой и умеренно тёплым, а иногда и жарким, летом. В окрестностях деревни распространены торфяно-подзолистые и торфяно-болотные почвы с преобладанием суглинков и глин.
В деревне, как и на всей территории Московской области, действует московское время.

## История

### С XVII века до 1861 года
В XVII веке деревня Высокорёво входила в Ялманскую кромину волости Муромское сельцо Владимирского уезда Замосковного края Московского царства. Деревня принадлежала князю Ефиму Фёдоровичу Мышецкому. В писцовой книге Владимирского уезда 1637—1648 гг. Высокорёво описывается как деревня на суходоле с двумя дворами, при деревне имелись пахотные земли среднего качества и сенокосные угодья: «Деревня Вискарево на суходоле, а в ней двор крестьянин Ивашко Алексеев да сын его Ларка. Двор бобыль Ивашко Климов сын Кудрявой да брат его Ивашко ж Иванов, у него сын Андроничко. Место дворовое бобыля Игнашка Власьева, умер. Пашни паханые середние земли двадцать две четверти, да лесом поросло четверть в поле, а в дву по тому ж; сена около поль двадцать копен».
Поместье Ефима Мышецкого во Владимирском уезде унаследовал его младший сын Яков.

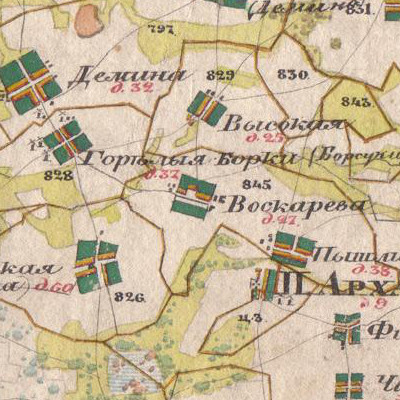
Деревня Высокорёво на карте 1850 года

В результате губернской реформы 1708 года деревня оказалась в составе Московской губернии. После образования в 1719 году провинций деревня вошла во Владимирскую провинцию, а с 1727 года — во вновь восстановленный Владимирский уезд.
В 1778 году образовано Рязанское наместничество (с 1796 года — губерния). Впоследствии вплоть до начала XX века Высокорёво входило в Егорьевский уезд Рязанской губернии.
В Экономических примечаниях к планам Генерального межевания, работа над которыми проводилась в 1771—1781 гг., деревня описана следующим образом: «Деревня Пышелица и Вискарева Марьи Павловны Нарышкиной (54 двора, 245 мужчин, 240 женщин). На суходоле, земля иловатая, хлеб средственный, крестьяне на пашне».
В последней четверти XVIII века деревня принадлежала генеральше Марии Павловне Нарышкиной, в 1797 году — плац-майору Ивану Михайловичу Смирнову. В 1812 году деревней владела Хиона Князева.
По данным X ревизии 1858 года, деревня принадлежала поручице Елизавете Ивановне Вельяминовой-Зерновой.
По сведениям 1859 года Выскорево — владельческая деревня 1-го стана Егорьевского уезда по левую сторону Касимовского тракта, при колодцах.
На момент отмены крепостного права владелицей деревни была помещица Вельяминова-Зернова.

### 1861—1917
После реформы 1861 года из крестьян деревни было образовано одно сельское общество, которое вошло в состав Архангельской волости.
В 1885 году был собран статистический материал об экономическом положении селений и общин Егорьевского уезда. В деревне было общинное землевладение. Земля была поделена по ревизским душам. Переделов мирской земли (пашни и луга) не было со времени получения надела. В общине был дровяной, который рубили ежегодно, кому сколько нужно. Надельная земля находилась в одной меже. Сама деревня находилась в середине надельной земли. Дальние полосы отстояли от деревни на полверсты. Пашня была разделена на 54 участка. Длина душевых полос от 7 до 30 сажень, а ширина от 1,5 до 4 аршин. Кроме надельной земли, у крестьян имелась также сверхнадельная земля.
Почвы были суглинистые с примесью песка и ила, местами песчаные, пашни — ровные, низменные. Луга — болотистые. Прогоны были неудобные. В деревне был небольшой пруд и почти у каждого двора колодцы с постоянною водой, но в большинстве колодцев вода была красноватая с неприятным запахом. В начале осени крестьяне продавали овёс приезжим скупщикам. Своего хлеба не хватало, поэтому его покупали в селе Спас-Клепиках. Сажали рожь, овёс, гречиху и картофель. У крестьян было 28 лошадей, 68 коров, 208 овец, 40 свиней, а также 5 плодовых деревьев, пчёл не держали. Избы строили деревянные, крыли деревом и железом, топили по-белому.
Деревня входила в приход села Архангельское, там же находилась ближайшая школа. В самой деревне имелась мельница, мелочная лавка, маслобойня и деревянная часовня. Главным местным промыслом среди женщин было вязание сетей для рыбной ловли. Многие мужчины были плотниками. 40 плотников уходили на заработки под Москву.
По данным 1905 года в деревне имелась конная маслобойня и просорушка. Основным отхожим промыслом оставалось плотничество. Ближайшее почтовое отделение и земская лечебница находились в селе Архангельском.

### 1917—1991
В 1919 году деревня Высокорёво в составе Архангельской волости была передана из Егорьевского уезда во вновь образованный Спас-Клепиковский район Рязанской губернии. В 1921 году Спас-Клепиковский район был преобразован в Спас-Клепиковский уезд, который в 1924 году был упразднён. После упразднения Спас-Клепиковского уезда деревня передана в Рязанский уезд Рязанской губернии. В 1925 году произошло укрупнение волостей, в результате которого деревня оказалась в укрупнённой Архангельской волости. В ходе реформы административно-территориального деления СССР в 1929 году деревня вошла в состав Дмитровского района Орехово-Зуевского округа Московской области. В 1930 году округа были упразднены, а Дмитровский район переименован в Коробовский.
В начале 30-х годов в деревне был организован колхоз «Честный труд», впоследствии — «За коллективный труд». Известные председатели колхоза: Панцов Д. М. (1934—1939 гг.), Советова Пелагея Михайловна (1941—1942 гг.), Карасёва Александра Ивановна (1946 год), Шадрин (с сентября 1946 года), Карасёва А. И. (1947—1948 гг.).
Дети из деревни Высокорёво посещали школы, расположенные в близлежащих населённых пунктах: начальную школу в Горелово и семилетнюю (позже — десятилетнюю) школу в селе Архангельское.
Во время Великой Отечественной войны в армию были призваны 44 жителя деревни. Из них 9 человек погибли и 18 пропали без вести. Два уроженца деревни были награждены боевыми медалями:
- Антипова Александра Ивановна (1918 г.р.) — призвана в 1942 году, демобилизована в 1945 году, была награждена медалью «За победу над Германией»;
- Ларин Александр Иосифович (1921 г.р.) — призван в 1940 году, служил в 157 зенитном артиллерийском полку, демобилизован в 1946 году в звании красноармейца, был награждён медалью «За победу над Германией»[31].

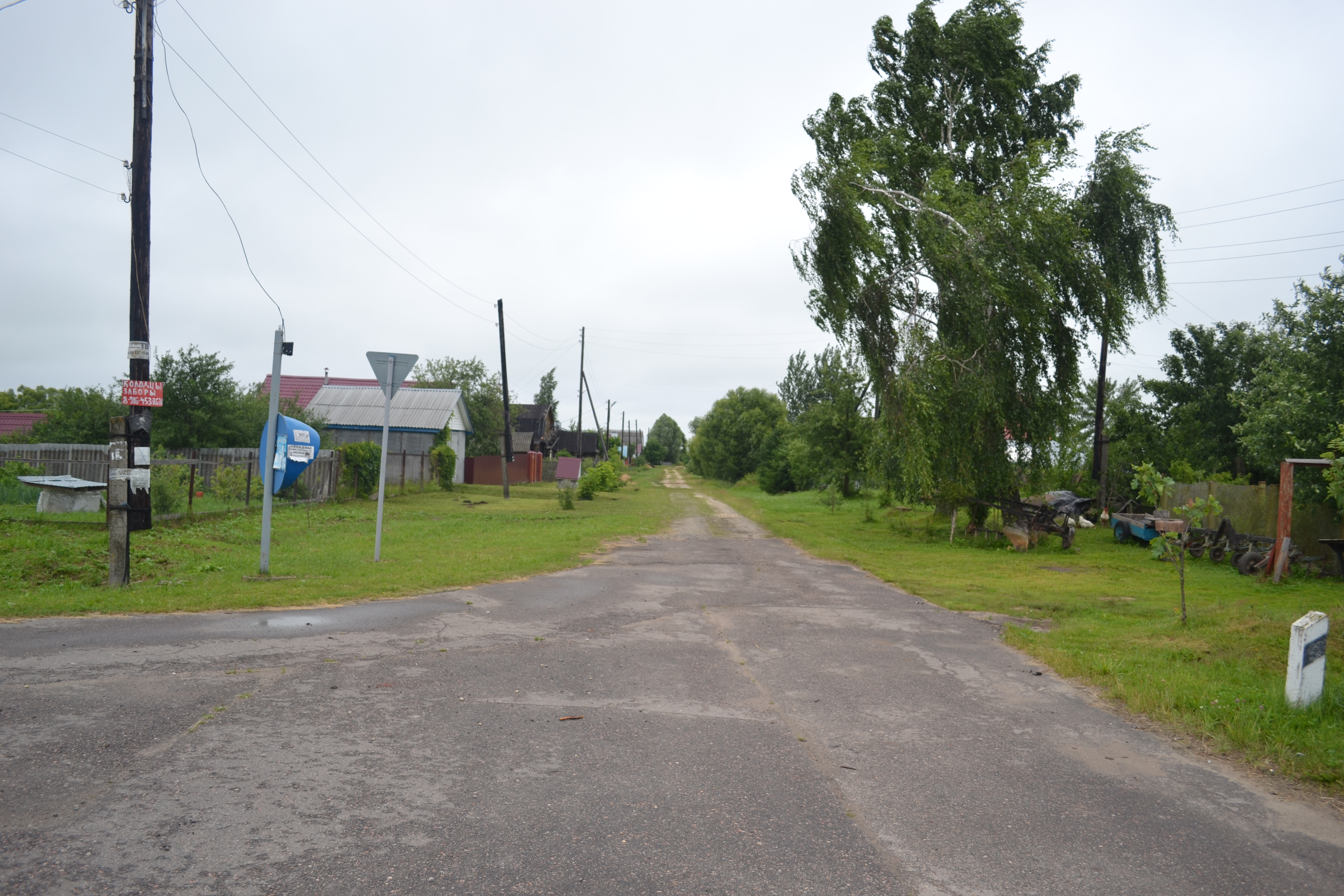
Улица в деревне

В 1951 году было произведено укрупнение колхозов, в результате которого деревня Высокорёво вошла в колхоз «За высокий урожай», впоследствии в ходе второго укрупнения в 1958 году деревня вошла в колхоз «40 лет Октября». Правление укрупнённого колхоза находилось в деревне. Известные председатели колхоза: Гуреев Ф. (1951 год), Басов (1953 год), Стебелев (1956 год), Афанасьев.
До 1954 года деревня входила в Гореловский сельсовет, а после его упразднения была передана в Пышлицкий сельсовет.
3 июня 1959 года Коробовский район был упразднён, Пышлицкий сельсовет передан Шатурскому району.
В 1960 году был создан совхоз «Пышлицкий», в который вошли все соседние деревни, в том числе Высокорёво. Деревня являлась центром Высокорёвского отделения совхоза.
С конца 1962 года по начало 1965 года Высокорёво входило в Егорьевский укрупнённый сельский район, созданный в ходе неудавшейся реформы административно-территориального деления, после чего деревня в составе Пышлицкого сельсовета вновь передана в Шатурский район.

### С 1991 года
В 1994 году в соответствии с новым положением о местном самоуправлении в Московской области Пышлицкий сельсовет был преобразован в Пышлицкий сельский округ. В 2005 году образовано Пышлицкое сельское поселение, в которое вошла деревня Высокорёво.

## Население
| 1812 | 1858 | 1859 | 1868 | 1885 | 1905 | 1970 |
| ---- | ---- | ---- | ---- | ---- | ---- | ---- |
| 140  | ↗162 | ↘158 | ↗166 | ↗179 | ↗205 | ↘72  |
| 1993 | 2002 | 2006 | 2010 | 2011 | 2013 |      |
| ↘14  | ↗18  | ↗19  | ↗30  | ↘26  | ↗27  |      |

Первые сведения о жителях деревни встречаются в писцовой книге Владимирского уезда 1637—1648 гг., в которой учитывалось только податное мужское население (крестьяне и бобыли). В деревне Вискарево было два двора: один крестьянский двор, в котором проживало 2 мужчины, и один бобыльский двор с 3 бобылями.
В переписях за 1812, 1858 (X ревизия), 1859 и 1868 годы учитывались только крестьяне. Число дворов и жителей: в 1812—140 чел.; в 1850 году — 27 дворов; в 1858 году — 74 муж., 88 жен.; в 1859 году — 25 дворов, 75 муж., 83 жен.; в 1868 году — 25 дворов, 72 муж., 94 жен.
В 1885 году был сделан более широкий статистический обзор. В деревне проживало 171 крестьян (32 двора, 86 муж., 85 жен.), из 31 домохозяина двое не имели своего двора, а у троих было две и более избы. Кроме того, в деревне проживала 1 семья егорьевских мещан, не приписанная к крестьянскому обществу (3 мужчины и 5 женщин, имели свой двор). На 1885 год грамотность среди крестьян деревни составляла 11 % (19 человек из 171), также 6 мальчиков посещали школу.
В 1905 году в деревне проживало 205 человек (32 двора, 90 муж., 115 жен.), в 1970 году — 32 двора, 72 чел.; в 1993 году — 16 дворов, 14 чел.; в 2002 году — 18 чел. (8 муж., 10 жен.).
По результатам переписи населения 2010 года в деревне проживало 30 человек (18 муж., 12 жен.), из которых трудоспособного возраста — 12 человек, старше трудоспособного — 13 человек, моложе трудоспособного — 5 человек.
Жители деревни по национальности в основном русские (по переписи 2002 года — 89 %).
Деревня входила в область распространения Лекинского говора, описанного академиком А. А. Шахматовым в 1914 году.

## Социальная инфраструктура
Ближайшие предприятия торговли, дом культуры, библиотека и операционная касса «Сбербанка России» расположены в селе Пышлицы. Медицинское обслуживание жителей деревни обеспечивают Пышлицкая амбулатория, Коробовская участковая больница и Шатурская центральная районная больница. Ближайшее отделение скорой медицинской помощи расположено в Дмитровском Погосте. Среднее образование жители деревни получают в Пышлицкой средней общеобразовательной школе.
Пожарную безопасность в деревне обеспечивают пожарные части № 275 (пожарные посты в селе Дмитровский Погост и деревне Евлево) и № 295 (пожарные посты в посёлке санатория «Озеро Белое» и селе Пышлицы).
Деревня электрифицирована, но не газифицирована. Центральное водоснабжение отсутствует, потребность в пресной воде обеспечивается общественными и частными колодцами.
Для захоронения умерших жители деревни, как правило, используют кладбище, расположенное около села Пышлицы. До середины XX века рядом с кладбищем находилась Архангельская церковь, в состав прихода которой входила деревня Высокорёво.

## Транспорт и связь
Рядом с деревней проходит асфальтированная автомобильная дорога общего пользования Дубасово-Сычи-Пышлицы, на которой имеется остановочный пункт маршрутных автобусов «Высокорево».
Деревня связана автобусным сообщением с селом Дмитровский Погост и деревней Гришакино (маршрут № 40), а также с городом Москвой (маршрут № 327, «Перхурово — Москва (м. Выхино)»). Ближайшая железнодорожная станция Кривандино Казанского направления находится в 52 км по автомобильной дороге. Прямые автобусные маршруты до районного центра, города Шатуры, и станции Кривандино отсутствуют.
В деревне доступна сотовая связь (2G и 3G), обеспечиваемая операторами «Билайн», «МегаФон» и «МТС». В деревни установлен таксофон.
Ближайшее отделение почтовой связи, обслуживающее жителей деревни, находится в селе Пышлицы.